# NGC 685
NGC 685 (другие обозначения — ESO 152-24, AM 0145-530, IRAS01458-5300, PGC 6581) — спиральная галактика с перемычкой (SBc) в созвездии Эридан.
Этот объект входит в число перечисленных в оригинальной редакции «Нового общего каталога».
Используется в классификации типов галактик Жерара Вокулёра в качестве примера галактики типа SB(rs)cd.